# Domicilio
En primera instancia y por definición, domicilio es la circunscripción territorial donde se asienta una persona.
A partir de esta definición, también se entiende como domicilio o a domicilio, a todo tipo de servicio que es prestado en el lugar de residencia de una persona.

## Ejemplos de uso de este término

### Pedidos a domicilio de comidas
Se refiere a la situación en la que las personas solicitan al restaurante que lleve comida hasta su casa.
A partir de la segunda década del siglo XXI, con las tasas de penetración de Internet superiores al 70% en países industrializados y 50% en países en vía de desarrollo, se ha visto un boom en plataformas de pedidos a domicilio en línea, y un gran desarrollo de plataformas propias para venta a domicilio, propiamente desarrolladas por marcas cómo Domino´s, Pizza Hut, Burger King, McDonald's, etc.
Tradicionalmente, los pedidos a domicilio se realizaban casi exclusivamente por vía telefónica, pero esto requería una inversión de tiempo por parte del comercio para tomar el pedido, responder dudas del cliente, y configurar la orden para que fuera alistada en la cocina y para su pronta llegada al domicilio.

### Pedidos a domicilio de servicios de peluquerías, masajes, y arreglo y pintura de uñas
En muchos países, se presentan casos de personas que solicitan la presencia de un especialista para que vaya a sus respectivos domicilios a prestar el servicio, evitando así el desplazamiento del cliente, el costo asociado de desplazamiento y estacionamiento, y también obteniendo el cliente mayor comodidad en una serie de otros aspectos (no hay esperas que soportar mientras otras personas son atendidas, el cliente puede usar materiales y utencillos propios, cuidando así por sí mismo la calidad e higiene de ellos, etc).

## Definición Jurídica
El domicilio es, en sentido jurídico, un atributo de la personalidad, que consiste en el lugar donde la (persona física o jurídica) tiene su residencia con el ánimo real o presunto de permanecer en ella.
En un sentido estricto domicilio es la circunscripción territorial donde se asienta una persona, para el ejercicio de sus derechos y cumplimiento de sus obligaciones.
Para las personas jurídicas, tanto de Derecho público como de Derecho privado, el domicilio es el local de su sede o área territorial donde ejercitan sus derechos y obligaciones. Teniendo la persona jurídica varios establecimientos, cada una de ellas será considerada como domicilio para los actos practicados en cada uno de ellos.

## Importancia del domicilio
La importancia del domicilio es que fija la competencia territorial del tribunal y la legislación aplicable (nacional o extranjera). También tiene importancia a la hora de hacer notificaciones oficiales a una persona, dado que deben ir dirigidas a su domicilio.
El Domicilio tiene importancia fundamental, tanto en los conflictos de leyes, como en los conflictos de jurisdicción. Ya pudo apreciarse que en la Teoría de la Nacionalidad; sirve para adquirirla derivativamente por naturalización, para conservarla en ciertos países, para fijar el vínculo de las personas jurídicas, originando hasta la pérdida, por domicilio en país extranjero. Pero donde verdaderamente se advierte su influjo, es en la determinación de la «Ley Personal», aplicable al estado y capacidad jurídica, que más adelante será objeto de detenido estudio.
El domicilio tiene importancia en el Derecho Internacional Privado por las siguientes razones:
- Es un factor determinante de la Ley Personal, que hoy tiende a desplazar a la Nacionalidad como fundamento de esa ley.
- Ha inspirado los acuerdos tomados en numerosos Congresos y Conferencias Internacionales. Así los Tratados de Montevideo, suscritos en el Primer Congreso de esa ciudad (1888-1889), se inspiraron en El Principio del Domicilio; y el Segundo Congreso de Montevideo (1939-1940), que revisó y modificó dichos Tratados, le dio aún mayor amplitud al referido principio.[1]

El domicilio es elegido libremente por el sujeto y es el resultado de su determinación y voluntad (salvo las excepciones previstas por las leyes penales y de seguridad pública). Pero, para la elección, no es indispensable una declaración de voluntad. El establecer la sede principal de los principios negocios e intereses es algo que, de ordinario, resulta de hechos materiales, y no necesariamente de declaraciones; y hasta debe decirse que, si el establecer la sede no es efectivo, no hay constitución de domicilio.

## Clases de domicilio fiscal
- Voluntario'o Real: se constituye voluntariamente por la residencia de un lugar con ánimo de permanecer en este. En derecho familiar puede asignársele la denominación de Conyugal.
- Legal: el lugar en donde la ley fija su residencia para el ejercicio de sus derechos y el cumplimiento de sus obligaciones, aunque de hecho no esté allí presente.
- Contractual o Convencional: el que la persona fija en sus contratos. Pueden designar un domicilio especial para el cumplimiento de las obligaciones que estos originen o para determinar el tribunal competente en razón del territorio.
- Múltiple: si una persona vive alternativamente o tiene ocupaciones habituales en varios lugares, la legislación de los países habitualmente la considera domiciliada en cualquiera de ellos; pero si se trata de actos que tienen relación especial con un lugar determinado, este será el domicilio de la persona.
- Procesal: Es el de elección entre el real, legal y convencional para cumplir obligaciones que surjan de una sola declaración unilateral de voluntad, o cuando en un juicio lo señale, sin ser el suyo, para recibir notificaciones y toda clase de citaciones.